# Corydalis caucasica
Corydalis caucasica är en vallmoväxtart. Corydalis caucasica ingår i släktet nunneörter, och familjen vallmoväxter.

## Underarter
Arten delas in i följande underarter:
- C. c. abantensis
- C. c. caucasica